# Lonjica
Lonjica – wieś w Chorwacji, w żupanii zagrzebskiej, w mieście Vrbovec. W 2011 roku liczyła 1020 mieszkańców.